# 清远军
清远军，中国北宋时设置的军。
初为清远镇，后置军，治所在今宁夏回族自治区同心县东，一说当在今同心县东南预旺附近。在群山之口，当环州、灵武间冲要。咸平四年（1001年）地入西夏。